# Skoklosters slot
Skoklosters slot ligger på på Skohalvøen ved den nordlige gren af Mälaren i Håbo kommun, Uppsala län , mellem Stockholm og Uppsala i Sverige .

## Historie
Gården har været kendt siden 1100-tallet.
Det nuværende slot blev opført 1654–1676 af greven og feltmarskalen Carl Gustaf Wrangel under den svenske stormagtstids mest blomstrende periode. Tegningerne til slottet blev i hovedsagen lavet af den tyske arkitekt Caspar Vogel, og blev viderebearbejdet af Jean de la Vallée, Mathias Spieler og Nicodemus Tessin den ældre. Slottet er bygget i barokstil. Slottet blev aldrig bygget helt færdig da bygherren Wrangel døde i 1676. Da buddet om Wrangels død nåede arbejderne på slottet nedlagde de arbejdet, da de frygtede at lønnen skulle udeblive. Heller ikke de planlagte anlæg ned mod vandet, og omfattende haveanlæg blev færdiggjort. Efter Wrangels død overgik ejerskabet til familien Brahe ved det at Wrangels datter Margareta Juliana i 1660 giftede sig med rigsråden og admiralen greve Nils Brahe. Ved hans død i 1699 indstiftede enken et fideikommis for sønnen generalmajoren greve Abraham Brahe (1669–1728). Skokloster var siden i familien Brahes eje til slægten uddøde i 1930, og overgik da gennem arv til familien von Essen.

## Slottet i dag
Den 23. februar 1967 købtes Skoklosters slot med de cirka 50.000 inventariedele af den svenske stat for 25 millioner kroner. De store ejendomme som hørte til Skokloster blev dog i familien von Essen eje. Slottet blev et statsligt museum og indgår i myndigheden Livrustkammaren och Skoklosters slott med Stiftelsen Hallwylska museet. På Skokloster findes tre våbensamlinger: den Wrangelske, den Braheske og den Bielkeske. Ejerfamilierne har gennem årene samlet kunst, tekstiler, kunsthåndværk, bøger og keramik fra tiden 1550 til 1850. Banketsalen, som skulle være en af Nordeuropas største, blev aldrig bygget færdig, men blev efterladt som den byggeplads den var , komplet med værktøj og stilladser som man stadig kan se. Da staten overtog slottet, igangsattes et omfattende renoveringsarbejde under ledelse af arkitekt Ove Hidemark. Ved restaureringen anvendes gamle håndværkstraditioner og man udnyttede de håndbøger som Wrangel havde efterladt. Slottet er nu etbyggnadsminne.
I nærheden af slottets ligger Skoklosters kirke fra middelalderen, tidligere klosterkirke ved Sko kloster. Det bilmuseum som tidligere lå ved slottet flyttede til Simrishamn i 2008.
En kopi fra det 14. århundrede af Chronica Jutensis (dansk: Jyske Krønike) opbevares på slottet; Krøniken er et lille, dansk historisk værk fra midten af det 14. århundrede, skrevet på latin.

## Billeder
- Maleriet Vertumnus af Giuseppe Arcimboldo indgår i slottets samling.
- Skokloster slot 1866
- Skokloster slot omkring 1700, som viser de ikke færdiggjorte udbygninger[4]

## Eksterne kilder og henvisninger
1. 1 2  Svenska fideikommiss 1979 Nils Segerstråle
2. ↑  Panorama 67 - en bokfilm, red. Per-Erik Lindorm, udgivet af Bonniers Folkbibliotek, Albert Bonniers forlag, Stockholm 1967 s. 72
3. ↑  Alla dessa utflykter i Stockholms närhet. Ordalaget, 1994, s. 134
4. ↑  Fra Stockholmsvyerna i Suecia antiqua et hodierna

- Wikimedia Commons har flere filer relateret til Skoklosters slot
- Skoklosters slott på SFV:s hemsida Arkiveret 18. november 2012 hos  Wayback Machine beskrivning, historik och länkar till vidare läsning
- Skoklosters slotts hemsida
- Skoklosters slotts samlingsdatabas Arkiveret 6. september 2012 hos  Wayback Machine

59°42′11″N 17°37′17″Ø / 59.70306°N 17.62139°Ø